# Iglesia de Nuestra Señora (Piña de Esgueva)
La iglesia de Nuestra Señora es un templo católico español situado en Piña de Esgueva provincia de Valladolid; es la iglesia parroquial del pueblo cuya construcción se remonta a finales del siglo XII o principios del XIII, época del románico.

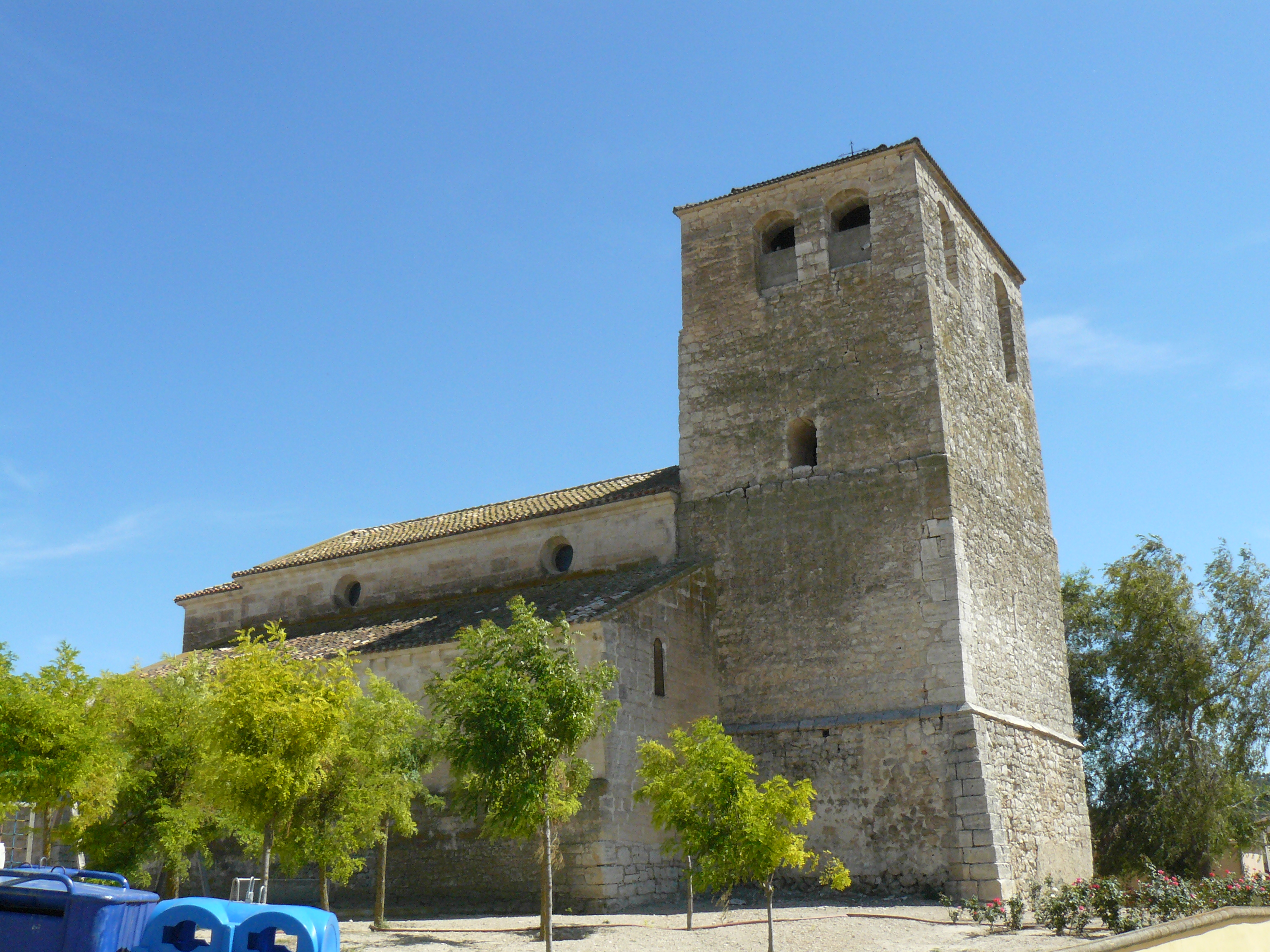
Iglesia de Nuestra Señora

## Contexto histórico
La repoblación de Piña de Esgueva comenzó en la Edad Media a partir del siglo XI. La iglesia se empezó a construir un siglo más tarde en estilo románico del que todavía se conservan algunos vestigios. Perteneció a la diócesis de Palencia  que guarda los documentos que atestiguan su existencia y en los que se lee que la iglesia estuvo servida por tres prestes —apócope de presbítero—, un subdiácono y tres graderos —soldado que está ordenado en alguna orden menor—.
Según el Libro Becerro la población de Piña estaba bajo el poder de tres señores: 
monasterio de Matallana, orden de San Juan e hijos de Juan Rodríguez de Quiñones.
Tras un continuado éxodo que dejó el lugar casi despoblado, los poco vecinos que resistieron en el siglo XVIII acometieron las obras de remodelación que han subsistido hasta el siglo XXI. Desde 1955 la iglesia pertenece a la archidiócesis de Valladolid.

## Descripción del edificio

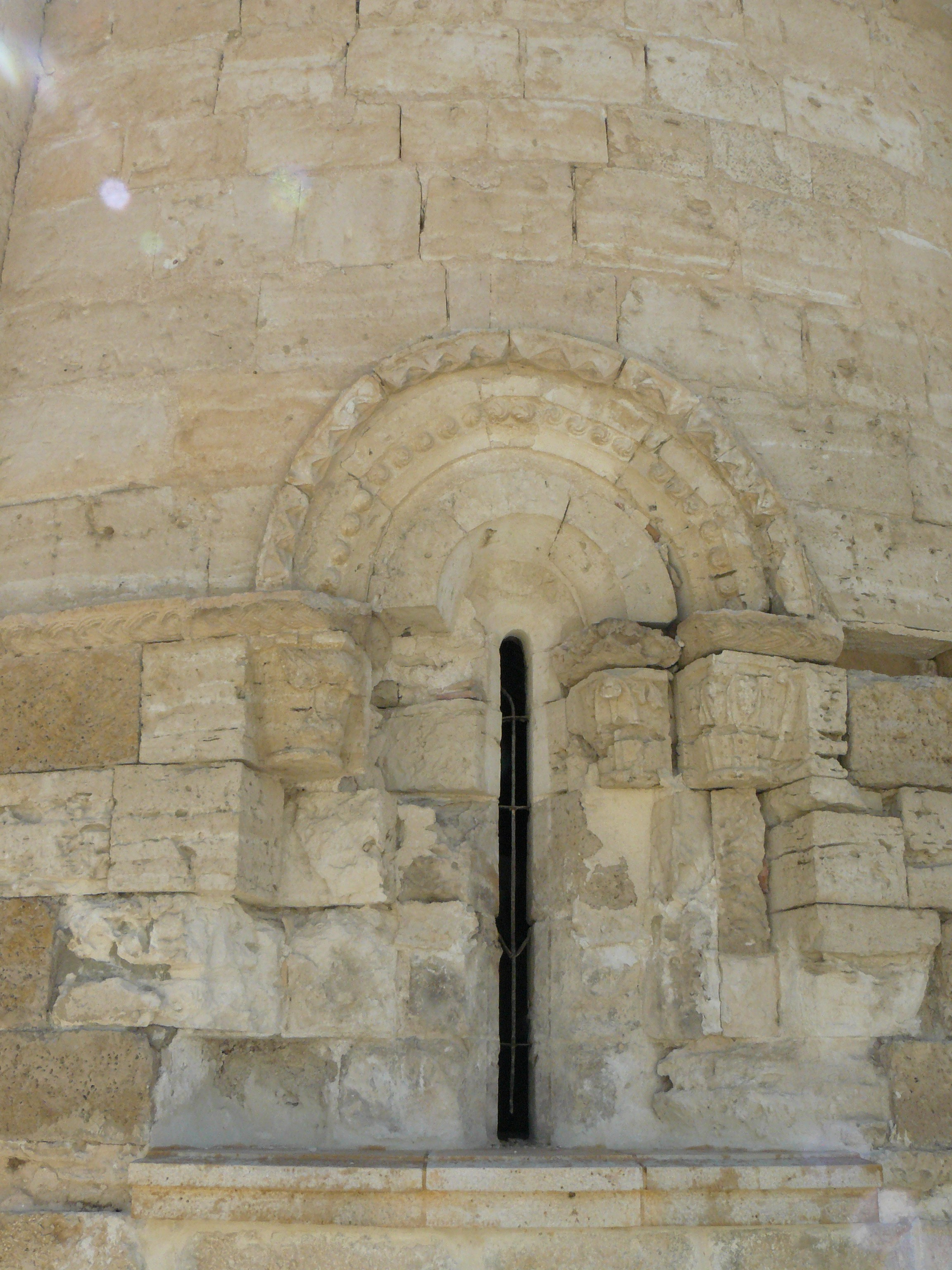
Ventana románica central del ábside

En su origen tuvo una planta de una sola nave, cubierta por bóveda estrellada, con dos tramos y cabecera; la cabecera comprende el ábside y el tramo recto del presbiterio al que se accede a través de un arco triunfal de medio punto. En la Edad Moderna se añadió otra nave en el muro norte que se separó de la original por medio de arquerías de medio punto apoyadas en pilares. En la misma época se modificó el tramo recto el presbiterio para abrir dos vanos, uno que comunicó con la nueva nave y otro al sur que dio acceso a la sacristía. Se construyó también la torre rectangular a los pies de la nave añadida y un coro alto.

El ábside presenta en el exterior dos contrafuertes que llegan hasta la cornisa y que dividen el muro en tres partes. Hacia la mitad lo recorre horizontalmente una imposta muy trabajada decorada con entrelazos que no se detiene ante los contrafuertes sino que sigue por encima. Hay tres ventanas, una en cada paño. La ventana del norte tiene el hueco cegado y solo conserva la chambrana y una arquivolta, ambas muy deterioradas. La ventana del sur está modificada y es adintelada. La ventana central conserva vestigios románicos: tres arquivoltas, una chambrana y los capiteles arruinados de las columnas cuyos fustes y basas están perdidos.

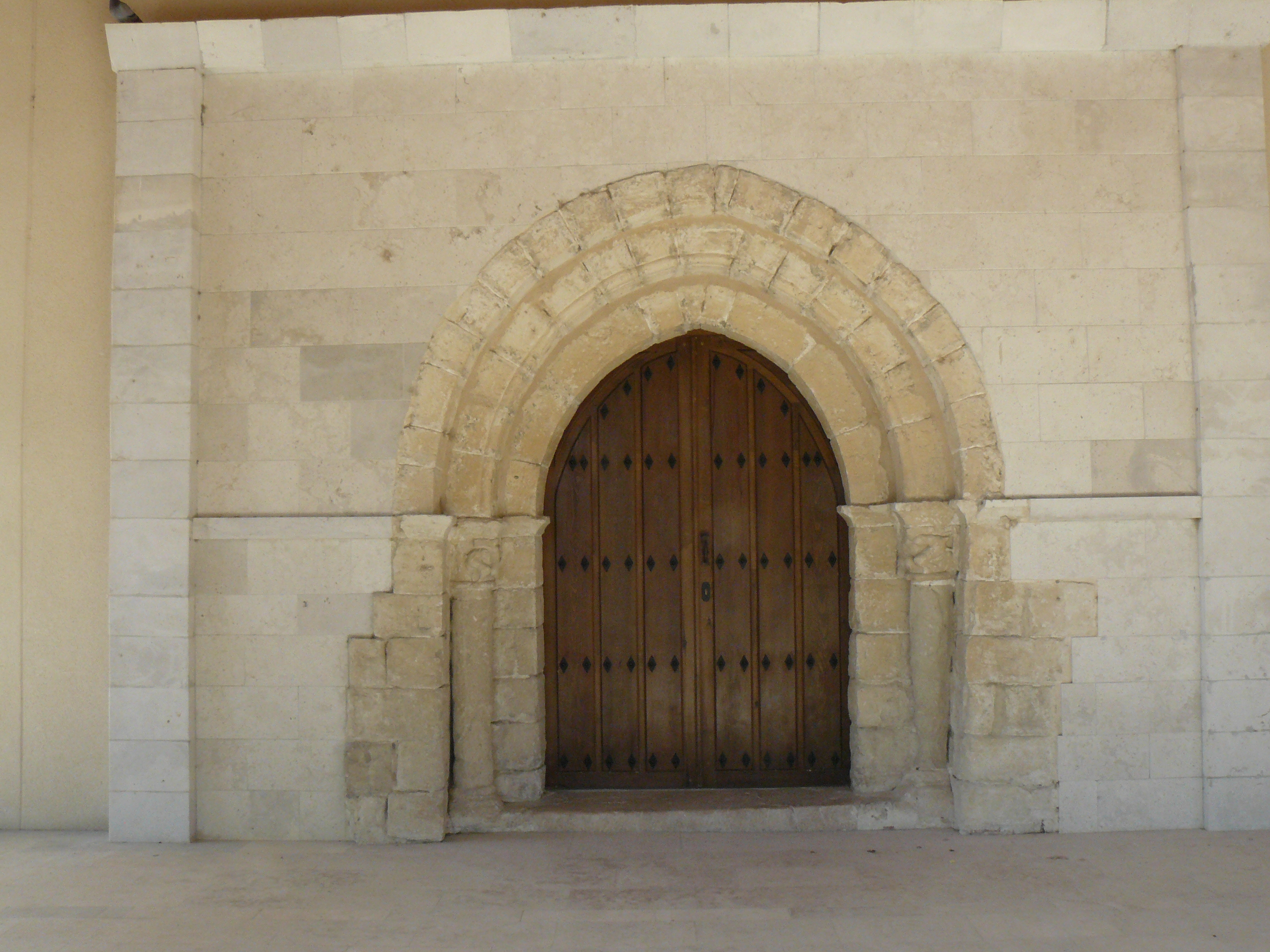
Puerta románica de la primitiva nave

 La chambrana se decora con puntas de diamantes y la arquivolta exterior con bolas helicoidales. La el interior es lisa. Los canecillos que decoran la cornisa están labrados con cabezas zoomorfas, piñas y otras tallas muy comunes en toda la zona geográfica.
En el muro sur se abre la portada que corresponde a la primitiva nave. Se compone de tres arquivoltas de arco apuntado y sin tímpano, dos jambas y entremedias una columna con basa ática y capiteles historiados que llevan leones y grifos.
A juzgar por las características de todos estos restos románicos, aunque se muestren bastante maltrechos se puede datar la primitiva obra de finales del siglo XII o comienzos del siglo XIII.